# Atlantic-Fokker C-2
Atlantic-Fokker C-2 – amerykański trzysilnikowy samolot transportowy z końca lat 20. i początku lat 30. XX wieku, zamówiony przez Korpus Powietrzny Armii Stanów Zjednoczonych C-2 był wojskową wersją cywilnego samolotu pasażerskiego Fokker F-VIIA. W wersji wojskowej samolot otrzymał silniki Wright J-5 o mocy 220 koni mechanicznych. Zamówiono trzy egzemplarze w wersji C-2, pierwszy z nich nazwany „Bird of Paradise” został wyposażony w zbiorniki paliwa o większej pojemności, powiększono także rozpiętość skrzydeł tej maszyny i w 1927 dokonano w nim przelotu z Kalifornii na Hawaje, lot o długości ponad 4000 km trwał 25 godzin.
W późniejszym okresie zamówiono 8 dalszych samolotów C-2, tym razem w wersji C-2A która miała jeszcze większą rozpiętość skrzydeł niż „Bird of Paradise”. Jeden z C-2A nazwany „Question Mark” ustanowił rekord świata w długości lotu – 150 godzin, 40 minut i 14 sekund. W czasie rekordowego lotu samolot uzupełniał paliwo w locie 42 razy, został zmuszony do lądowania tylko dlatego, że zawiódł jeden z jego silników. Ponieważ nie opracowano jeszcze wówczas praktycznego sposobu przesyłania paliwa rurami, zarówno benzyna do silników jak i wszystkie inne potrzebne artykuły jak żywność czy olej silnikowy były spuszczane do „Pytajnika” na linie z dwóch towarzyszących mu samolotów Douglas C-1. Komunikacja pomiędzy samolotami odbywała się za pomocą sygnałów rąk, latarek i małych tablic, na żadnym z samolotów nie zainstalowano zestawu radiowego które były jeszcze wówczas bardzo zawodne.